# Militärflugplatz Sigonella

i7
i11
i13
Der Militärflugplatz Sigonella (IATA-Code: NSY, ICAO-Code: LICZ) liegt etwa 16 km südwestlich von Catania, Sizilien, auf dem Gebiet der Gemeinde Lentini bei dem Weiler Sigonella. Der Militärflugplatz beherbergt eine Basis der US Navy (NAS Sigonella, The Hub of the Med), einen Stützpunkt der italienischen Luftwaffe (41º Stormo, Seefernaufklärung) und ist die Haupteinsatzbasis des NATO-Alliance Ground Surveillance, seit September 2023 als NATO Intelligence, Surveillance, and Reconnaissance Force bezeichnet.

## Naval Air Station Sigonella

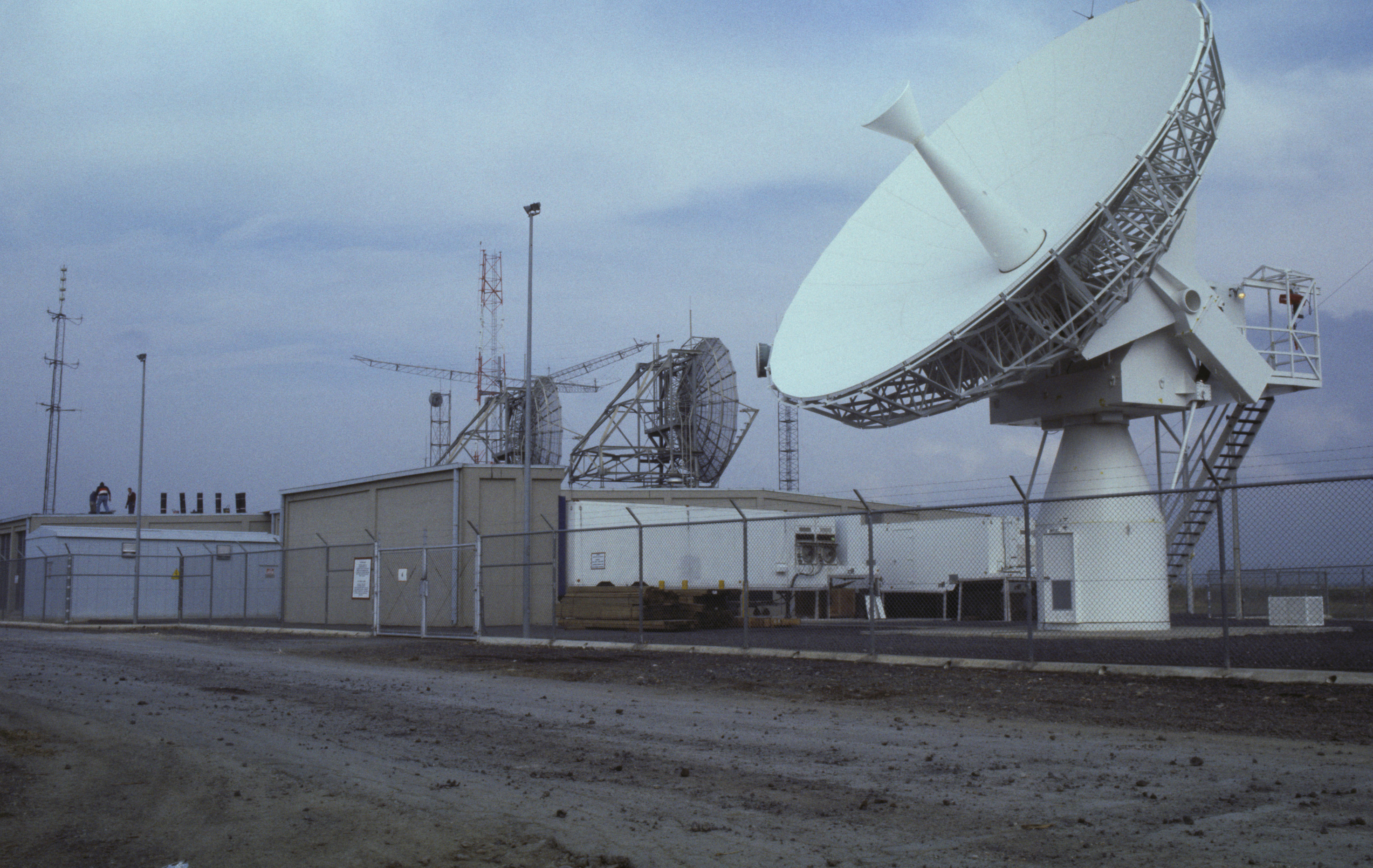
Satcom Naval Air Station Sigonella 1987

Der im Nordwesten gelegene amerikanische Teil des Flugplatzes umfasst zwei Einrichtungen: Im etwas abseits gelegenen Bereich NAS I befinden sich Stabs- und Verwaltungsgebäude, Schulen, ein Krankenhaus, eine Rundfunkstation und ein Teil der Unterkünfte für Soldaten und ihre Familien. Darüber hinaus gibt es in einiger Entfernung zwei weitere Siedlungen (Mineo und Marinai) mit dazugehörigen sozialen Einrichtungen. NAS II bildet den eigentlichen Militärstützpunkt. Wegen der strategisch sehr günstigen Lage im zentralen Mittelmeer dient er nicht nur der 6. US-Flotte als bedeutende Marinefliegerbasis, sondern den gesamten US-Streitkräften als Transport- und Logistikdrehscheibe für Operationen im Nahen und Mittleren Osten sowie im Indischen Ozean.
Neben den Seefernaufklärern, früher vom Typ P-3C Orion und inzwischen P-8A Poseidon der CTF-68 der 6. Flotte, der US Navy wird der Flugplatz vor allem von Transportflugzeugen der US Air Force (USAF) genutzt. 
Neben den bemannten Luftfahrzeugen beherbergt die Basis seit einiger Zeit auch unbenannte High Altitude Long Endurance (HALE) Drohnen des Herstellers Northrop Grumman. Hierzu gehören sowohl seit 2015 die RQ-4B "Global Hawk" der USAF (7th Reconaissance Squadreon) und seit 2024 auch die MQ-4C "Triton" der US Navy (zweiter "Orbit" der Unmanned Patrol Squadron (VUP) 19)
Die Defense Logistics Agency unterhält in der NAS II ein Depot, welches nach Camp Darby das größte US-Nachschubzentrum im Mittelmeer ist. Mehr als 40 weitere militärische US-Einrichtungen gibt es in und um Sigonella, wo insgesamt etwa 4000 amerikanische Soldaten mit ihren Angehörigen leben.
Ebenfalls von der NAS II aus arbeitet die NCTS Sicily, welche für die Kommunikation zuständig ist. Sie betreibt u. a. einen Sender zur U-Boot-Kommunikation bei Niscemi an der sizilianischen Küste.

## Base aerea di Sigonella
Im Nordosten befindet sich der italienische Teil des Militärflugplatzes. Die italienische Luftwaffe unterhält dort das 41. Geschwader (41º Stormo), das mit Seeüberwachungsflugzeugen vom Typ P-72A ausgestattet ist, die jedoch unter der operativen Kontrolle der italienischen Marine stehen und gemischte Besatzungen haben. Zu diesem Verband gehört auch ein Wartungs- und Ausbildungszentrum. Als vorgeschobener Stützpunkt diente dem Geschwader bis Ende 2015 der militärische Teil des Flughafens Cagliari, auf dem sich früher ein weiterer italienischer Seeaufklärungsverband (30º Stormo) befand, dessen Breguet Atlantic 2002 nach Sigonella verlegt und dort bis September 2017 zusammen mit den Atlantic des 41. Geschwaders schrittweise außer Dienst gestellt wurden.
Im Juli 2017 wurde in Sigonella die 61º Gruppo mit Drohnen vom Typ MQ-1C Predator aufgestellt. Dabei handelt es sich um die dritte fliegende Staffel des 32º Stormo mit Basis auf dem Militärflugplatz Amendola in Apulien. Das 32. Geschwader hatte Sigonella bereits seit 2011 als vorgeschobenen Stützpunkt für Einsätze im zentralen Mittelmeerraum und über Libyen genutzt. Das 41. Geschwader unterstützt in Sigonella die 61º Gruppo in verschiedener Hinsicht.
Im Mai 2017 wurde auf dem italienischen Teil des Militärflugplatzes Sigonella eine luftbewegliche Jäger-Einheit der Carabinieri aufgestellt (Squadrone Carabinieri Eliportato “Cacciatori di Sicilia”). Sie ist unter anderem mit einigen Hubschraubern ausgerüstet und wird, soweit nötig, ebenfalls vom 41. Geschwader unterstützt.

## NATO ISR Force
Die NATO errichtete auf dem Militärflugplatz Sigonella die Main Operating Base für ihr Aufklärungssystem, das als Alliance Ground Surveillance Projekt startete. Es nutzt die eine weitere Version der "Global Hawk", die RQ-4D Phoenix. Der erste konkrete Schritt zur Realisierung dieses Projekts erfolgte im Februar 2009 und nach über 10 Jahren traf im November 2019 die erste RQ-4D in Sizilien ein.

## Zwischenfälle
1985 kam es auf dem Luftwaffenstützpunkt nach der Entführung der Achille Lauro zu einer Konfrontation zwischen Angehörigen einer US-Spezialeinheit und italienischen Luftwaffensoldaten sowie der italienischen Militärpolizei. Nachdem das ägyptische Verkehrsflugzeug identifiziert wurde, das die vier Entführer und zwei Angehörige der Palästinensischen Befreiungsfront, darunter deren Chef Abu Abbas, ausfliegen sollte, zwangen drei Lockheed C-140 der US-Navy das Flugzeug zur Landung auf dem Luftwaffenstützpunkt Sigonella. In den C-140 befanden sich US-Spezialkräfte, die eine Festnahme vornehmen sollten. Im Rahmen dieser Operation wurde die italienische Flugsicherung getäuscht und die italienische Regierung nicht informiert. Die Italiener hinderten die US-Amerikaner an den geplanten Maßnahmen. Der damalige italienische Ministerpräsident Bettino Craxi ordnete schließlich die Durchsetzung der italienischen Souveränität an, bei der vier Entführer durch die Italiener verhaftet wurden. Abu Abbas wurde, nachdem er für sich diplomatische Immunität in Anspruch nahm, die Ausreise über Belgrad und Bagdad gestattet Die gesamte Operation zog erhebliche Spannungen zwischen den USA, Ägypten und Italien nach sich.

## Geschichte

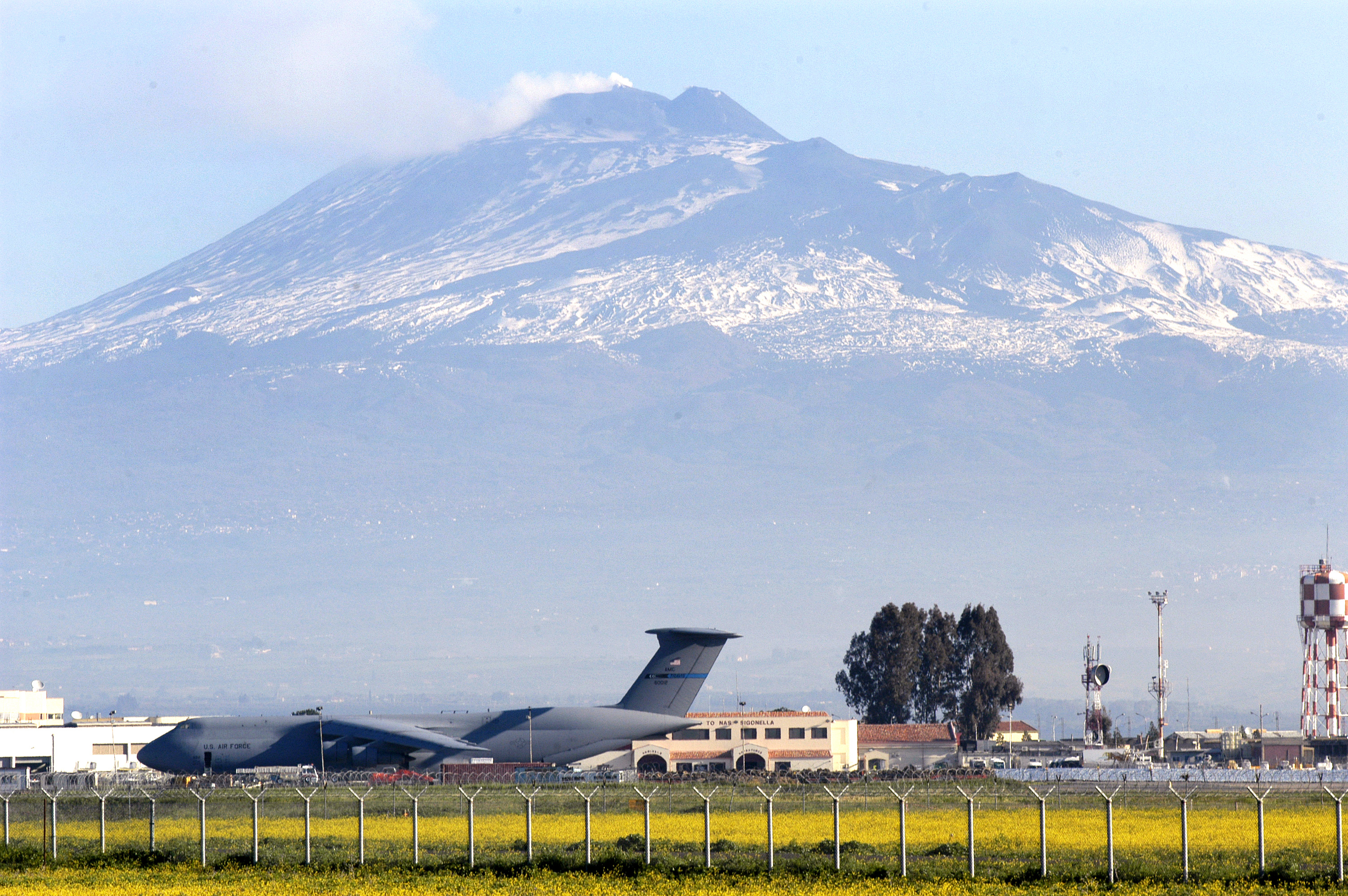
Militärflugplatz Sigonella am Fuß des Ätna

Im Zweiten Weltkrieg wurde Anfang 1942 der Feldflugplatz Sigonella angelegt, der unter der Bezeichnung „Satellit 3“ dem Militärflugplatzkommando Gerbini unterstand. Nach dem Krieg gab man die Flugfelder von Gerbini auf.
Als Anfang der 1950er Jahre offensichtlich wurde, dass ein weiterer Ausbau der US-Einrichtungen in Ħal-Far auf Malta nicht möglich sein würde, wandte sich die US Navy und die NATO an Italien mit dem Ersuchen, auf Sizilien einen Marinefliegerstützpunkt zu errichten. Im Sommer 1957 stellte die italienische Regierung Land in der Ebene von Catania, rund 15 Kilometer südwestlich des Flughafens Fontanarossa zur Verfügung. Zwei Jahre später konnte in Sigonella der Flugbetrieb wieder aufgenommen werden. Mitte 1959 beschädigte eine Flutwelle etliche Einrichtungen des Stützpunktes. Der Flugbetrieb musste für kurze Zeit nach Fontanarossa verlegt werden. Dort befand sich eine italienische Aufklärungseinheit auf S-2 Tracker, die wenig später nach Sigonella umzog. Für die Indienststellung der Atlantic-Seeaufklärer im Jahr 1972 wurde der italienische Teil des Flugplatzes Sigonella ausgebaut, der dann das ganze 41. Geschwader der italienischen Luftwaffe beherbergte.

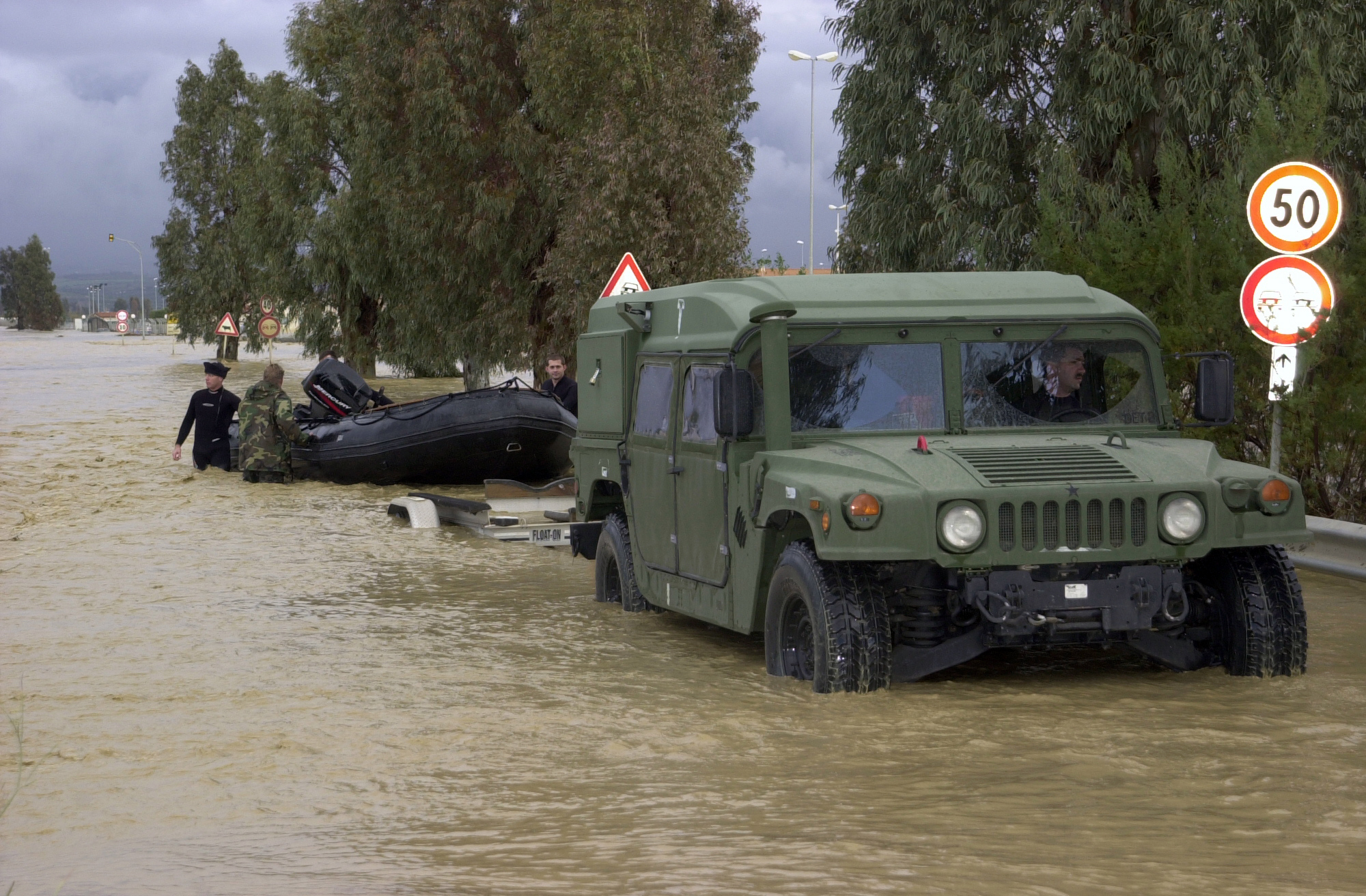
Überschwemmungen in Marinai, 2005

Im Dezember 2005 wurde der Stützpunkt von einer weiteren Flutwelle in Mitleidenschaft gezogen. Entsprechende bauliche Sicherungsmaßnahmen haben in der Folge weitere Vorkommnisse dieser Art verhindert.
Am 5. November 2012 übernahm Sigonella für vier Wochen den kommerziellen Flugverkehr von Catania-Fontanarossa, da dort die Start- und Landebahn erneuert werden musste.
2011 beantragte die U.S. Air Force Mittel in Höhe von 15 Millionen US$, um auf Sigonella ein Kommunikationszentrum ähnlich der Ramstein Air Base zu bauen, die Pläne sind aber bis November 2014 nicht weiter umgesetzt worden.